# 大公陸橋

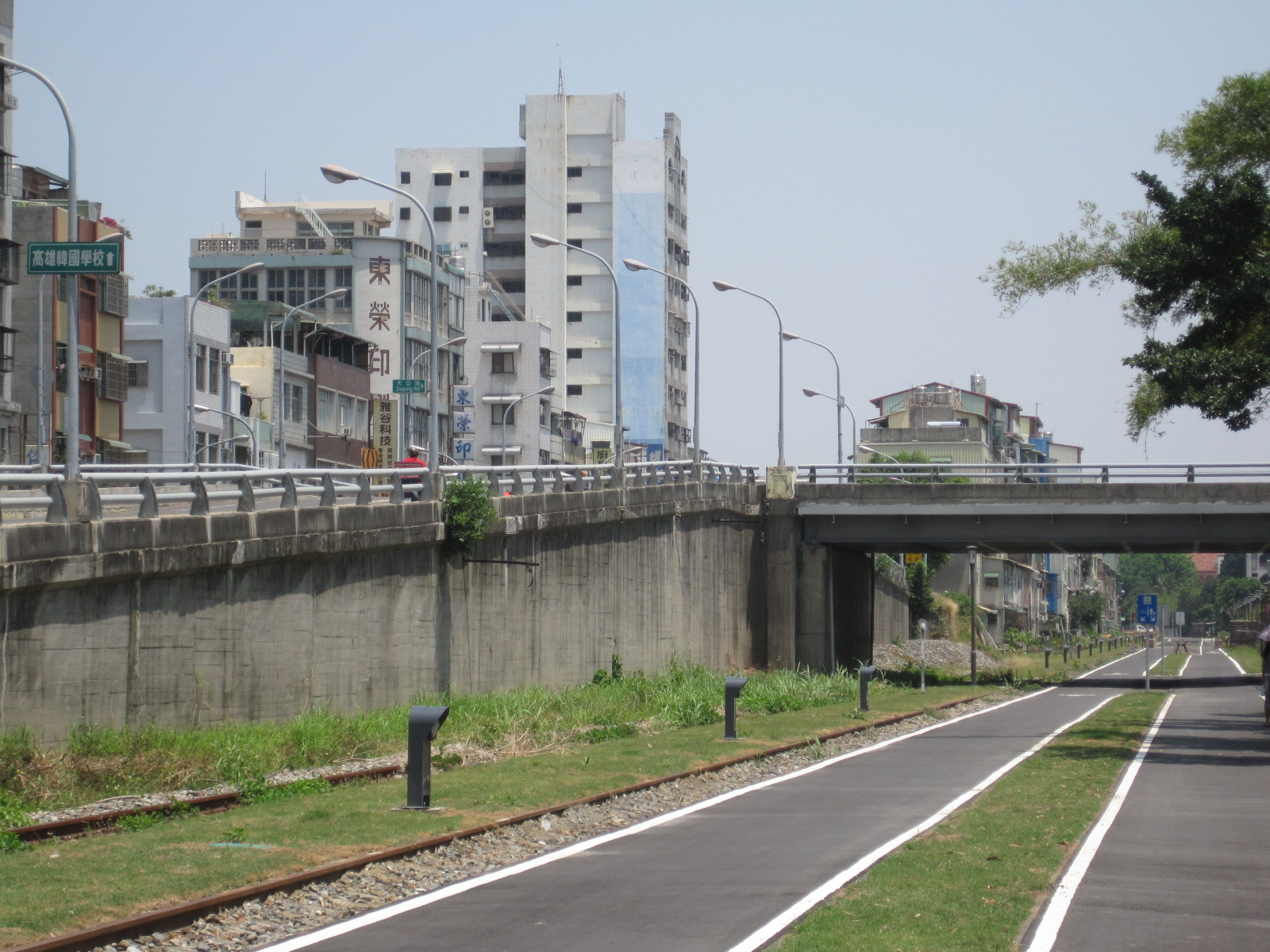
大公陸橋西側，橋下是開發成自行車道的高雄臨港線（由南往北拍攝）

大公陸橋是一座位於臺灣高雄市鹽埕區大公路上的陸橋，建成於臺灣日治時期的1934年，是台灣第一座陸橋也是第一座鋼筋混擬土橋樑，跨越高雄臨港線鐵道。但由於橋樑結構老化腐朽，原有橋樑結構在1999年時已更換改建。後來由於臨港線停駛多年，陸橋成為交通瓶頸，高雄市政府遂在2012年進行拆除作業，於2013年1月16日正式通車，原陸橋路段改為平面道路。

## 歷史

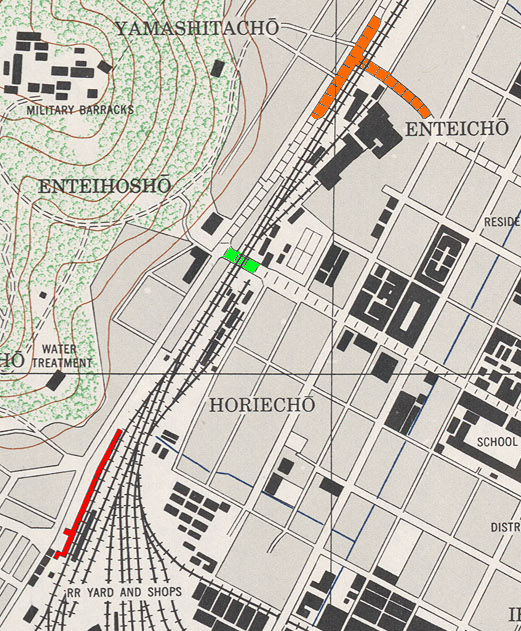
1944年美軍地圖上的大公陸橋位置圖
大公陸橋
五福四路平交道
高雄驛（高雄港站）

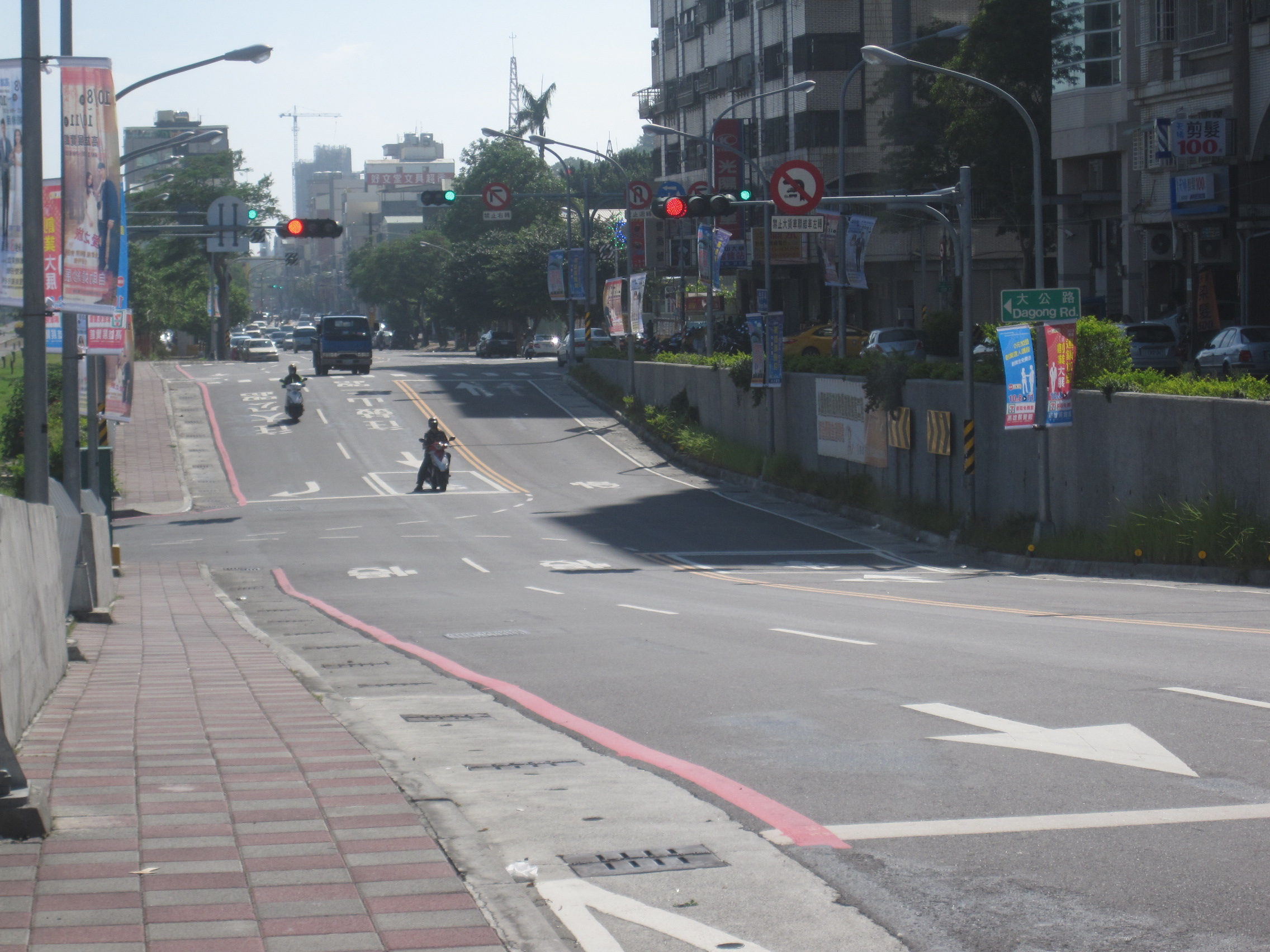
大公陸橋拆除後，大公路與鼓山路交會處的樣貌。

1930年代，由於高雄市的主要的市中心仍在今天高雄鼓山區的哈瑪星一帶，當時的高雄車站（高雄驛，後來的高雄港車站）也設於該處，導致周邊交通擁塞。由於當時的山下町公會堂前鐵道踏切（今五福四路平交道）交通流量大，但鐵路平交道的遮斷時間超過50%，隨著高雄市的發展，交通問題的惡化是可預見的，因此高雄市役所在1933年提出「高雄市陸橋架設工事」，於山下町二丁目、鐵道工廠附近興建一座鋼筋混凝土跨越橋以紓解平交道的交通流量，該座橋梁即後來的大公陸橋。
後來由於橋樑結構老化腐朽，高雄市政府工務局養護工程處在1999年將原橋樑拆除更換新的鋼樑與橋面，兩側的半圓形連續水泥護欄也改成鋼管護欄。而隨著都市發展與臺鐵西臨港線於2008年停駛，陸橋反而被當地民眾認為影響了地方發展與交通，高雄市政府遂因此在2012年拆除大公陸橋，耗資3200萬元改建為平面道路與整頓周邊設施，工程於2013年1月16日正式完工並通車。而為了回應文史團體的訴求，工程單位在拆橋時，保留了六段擋土牆，作為歷史遺跡。

## 建築特色
大公陸橋在當初興建時，底下跨越的鐵路為縱貫線與潮州線（今屏東線），而由於鐵路西側已有幹道與重要建築，在腹地受限下使得陸橋形成「T」字型，在跨越鐵道往西後分成南北兩個方向，此外陸橋西側這個T字路口從未裝設過紅綠燈。而其建材除了鋼筋混凝土（來自淺野水泥）外，用來填築引道路基的建材為硓𥑮石（來自柴山）。
此外在陸橋東側部分設有涵洞，讓鐵道工場與木料場之間的火車使用，而在高雄機廠遷移後，涵洞仍供機車與行人使用以連接南北巷道。

## 其他
- 由於陸橋長期為顯著地標，橋東側之里即以「陸橋里」為名。